# The Concert in Central Park
The Concert in Central Park é um álbum ao vivo lançado em 1982 pela dupla de folk rock Simon & Garfunkel. A gravação foi registrada durante um concerto beneficente realizado em 19 de setembro de 1981 no Central Park, em Nova York, presenciado por mais de 500,000 pessoas. A apresentação marcou a reunião temporária de Paul Simon e Art Garfunkel, e os lucros obtidos foram utilizados para a reforma e manutenção do parque.
O conceito de uma apresentação beneficente no Central Park foi proposto por Gordon Davis, responsável pela administração do local, e apoiado pelo promotor de shows Ron Delsener. O canal de televisão HBO concordou em organizar o evento, trabalhando então com Delsener para contratar a apresentação de Simon & Garfunkel. O show foi aberto pelo prefeito de Nova York, Ed Koch, seguido pela dupla apresentando 22 canções, num repertório que incluía seus maiores sucessos, covers e destaques de suas carreiras solo. Duas das músicas apresentadas acabaram não incluídas no álbum.
A gravação foi lançada em LP e VHS um ano depois. Aclamada pela crítica, resultou num imenso sucesso para os músicos, alcançando a sexta colocação na parada musical da Billboard e recebendo a certificação de platina dupla pela Recording Industry Association of America.

## Faixas
As canções "The Late Great Johnny Ace" e a reprise de "Late in the Evening" não foram incluídas no álbum.